# ローレンス・スティーブンス
ローレンス・スティーブンス（Lawrence "Laurie" Stevens、1913年2月25日 - 1989年8月17日）は、1932年ロサンゼルスオリンピックに出場した南アフリカのボクシング選手である。南アフリカ共和国ハウテン州ヨハネスブルグで生まれ、同国クワズール・ナタール州ダーバンで亡くなった。
1932年、スティーブンスはロサンゼルスオリンピックにおけるボクシング競技のライト級に出場し、決勝でスウェーデンのシューレ・アークビストを破り、金メダルを獲得した。
その2年前に行われたコモンウェルスゲームズのフェザー級では、決勝でフランク・ミーチェムに敗れて2位の銀メダルであった。
ロサンゼルスオリンピック後にプロ転向し、英連邦ライト級王座を獲得した。プロ戦績38勝19KO2敗1分け。